# Fujiyama (Fuji-Q Highland)
Fujiyama (jap. フジヤマ) im Fuji-Q Highland im japanischen Fujiyoshida ist eine Stahlachterbahn vom Modell Sitdown des Herstellers Togo, die im Juli 1996 eröffnet wurde.

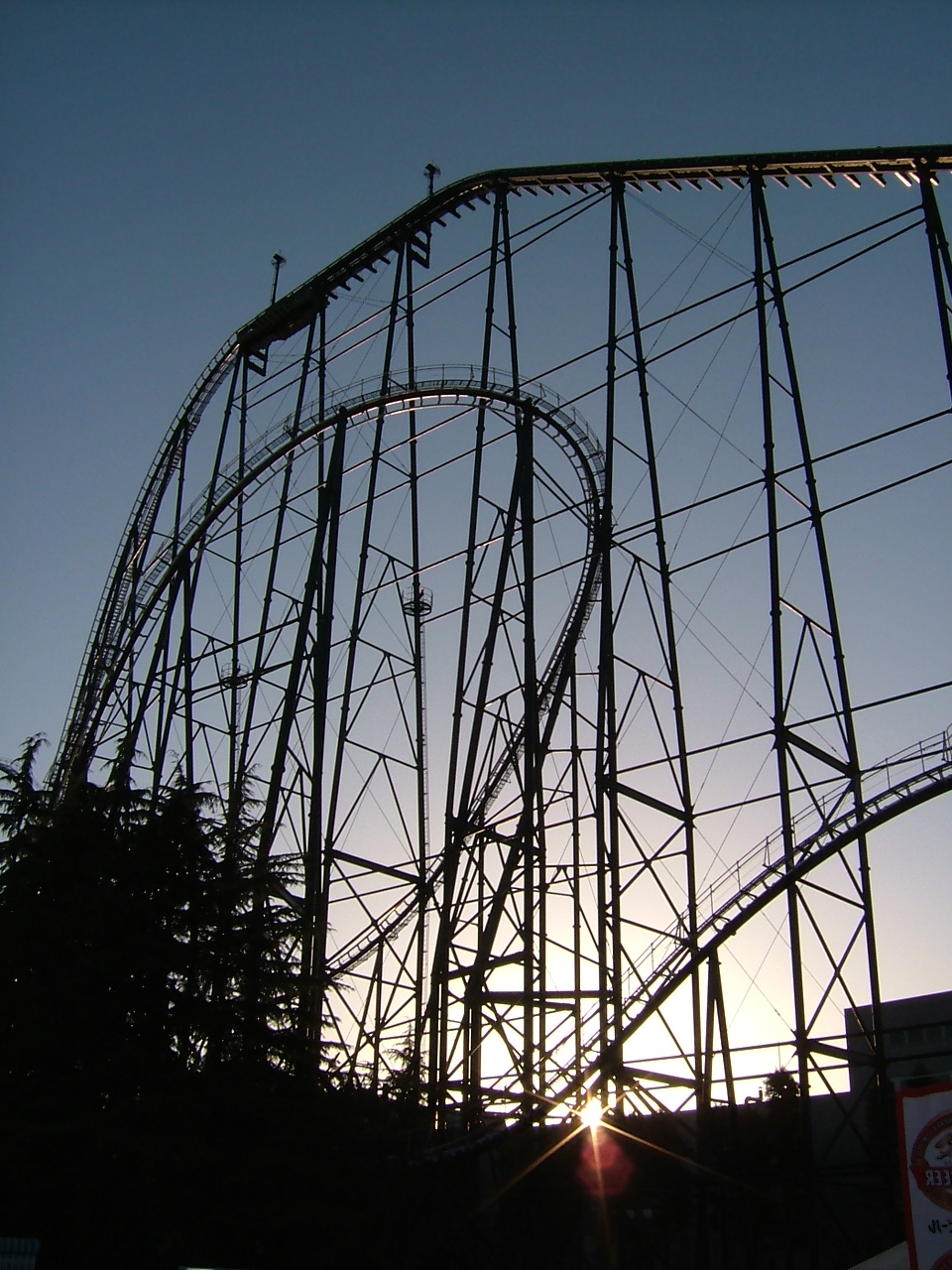

Zum Zeitpunkt ihrer Eröffnung war sie mit 79 m die höchste Achterbahn der Welt, die erste Hyper-Twister-Achterbahn und hatte mit 70 m die weltweit längste Abfahrt. Beide Rekorde wurden bereits gebrochen, die Höhe von Thunder Dolphin (80 m) in Tokyo Dome City und die Abfahrt gleichermaßen von Goliath in Six Flags Magic Mountain und von Titan in Six Flags Over Texas (beide 78 m).
Andere Achterbahnen im Freizeitpark sind die Dodonpa, Eejanaika und die Takabisha.

## Züge
Fujiyama besitzt sieben Wagen pro Zug. In jedem Wagen können vier Personen (zwei Reihen à zwei Personen) Platz nehmen.